# Mentzelia reflexa
Mentzelia reflexa är en brännreveväxtart som beskrevs av Frederick Vernon Coville. Mentzelia reflexa ingår i släktet Mentzelia och familjen brännreveväxter. Inga underarter finns listade i Catalogue of Life.